# فاروق جعفر
فاروق فؤاد جعفر أو كما يعرف بـفاروق جعفر، لاعب كرة قدم مصري معتزل ومدرب، ولد في قرية توماس وعافية في مركز نصر النوبة في محافظة أسوان في مصر عام 1952م. لعب لنادي الزمالك ومنتخب مصر. درب أندية مصرية كثيرة منها نادي طلائع الجيش ونادي المصري ونادي الزمالك الرياضي ويعمل حاليا محلل للدوري المصري الممتاز على إحدي القنوات الرياضية المصرية.

## بداية حياته
اسمه فاروق فؤاد جعفر من مواليد 1952 حاصل على بكالوريوس تربية رياضية، الجد والاصل من أسوان من قرية توماس، كانت تمتد من اسوان شمالا حتى وادى حلفا بحدود السودان جنوبا واختفت الآن من الوجود تماما وأصبحت خزانا لمياة السد العالى. نزح جده إلى القاهرة وعمل موظفا بوزارة الحربية واستوطن حى المنيرة وتزوج ابنه فؤاد والد فاروق من قرية البهنسا مركز بنى مزار محافظة المنيا وعاش في القاهرة واستوطن حارة النجار في المنيرة بالسيدة زينب كان يعمل موظفا بجراجات البلدية بمحافظة القاهرة وانجب والده فريقا من البنين والبنات سيد وأحمد ومحمد وسمير وفاروق وسميرة وكريمة ونادرة وحكمت وفاتن وجميلة.

## بدايته مع المستديرة
كان فاروق اخر الصبيان يسبب المشاكل لاسرته من اجل ان يشتروا له كرة قدم لكي يمارس بها اللعب في الشارع وعندما وصل إلى سن الدراسة والتحق بمدرسة قصر النيل الابتدائية وكان بنفس المدرسة مع ميمى درويش لاعب الإسماعيلى السابق وسيد الطباخ لاعب القناة والأولمبى كمدرسين يقضيان فترة التمرين وهما أول من شاهد موهبة فاروق جعفر في دورى الفصول وكان عمره سبعه اعوام. وفي شوارع المنيرة شاهده إبراهيم عبد الرحمن أحد كشافى نادى الزمالك والحقه في فريق الناشئين تحت 14 سنة دون علم اسرته بعد أن حصل على الشهادة الاعدادية من مدرسة منيل الروضة ثم التحق بالمدرسة الثانوية القومية بالمنيل
لعب فاروق جعفر في فرق الناشئين وتدرب على يد مدربين كثيرين منهم هلال قدرى وحمادة الشرقاوى وسمير قطب. في عام 1969 وكان عمره 17 عاما لعب الزمالك امام السكة وكان الزمالك مهزوما بثلاثه اهداف ولعب جعفر في نهاية المباراة واحرز الزمالك التعادل بعد أن سجل فاروق هدفين وبعدها انضم للفريق الأول ولعب أول مباراة امام مصنع36 وفاز الزمالك باربعة اهداف واحرز فاروق هدفين بعدها لعب أول مباراة رسمية امام غزل المحلة وشارك في مركز الظهير الأيمن بدلا من يكن الكبير وانضم للمنتخب الوطني المصري في نفس العام لكنه لم يلعب رسميا الا عام 1970 وكانت المباراة امام يوغوسلافيا.
فاروق عرفته الجماهير في مباراة القمة التي لم تكتمل عام 1972 وكانت النتيجة 2/1 للزمالك وكان الحكم قد احتسب ضربة جزاء سجل منها فاروق جعفر هدفا في مرمى مروان كنفانى الذي اشار لجماهير الاهلى بنزولها ارض الملعب ولم تكتمل المباراة وتوقفت المسابقة طويلا

## المسيرة الرياضية

### الزمالك

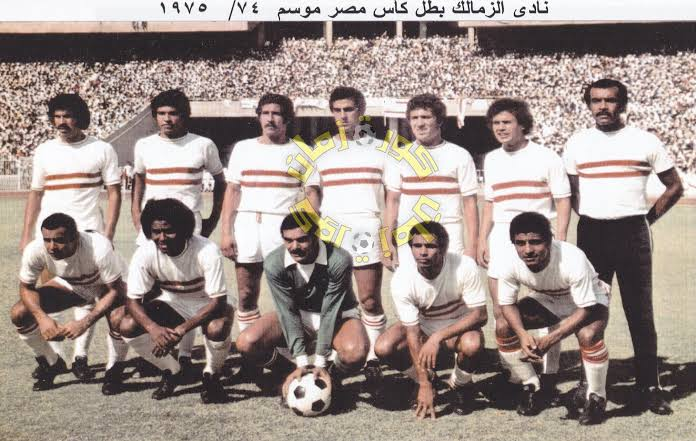
فاروق جعفر ضمن تشكيلة فريق نادي الزمالك في 1975

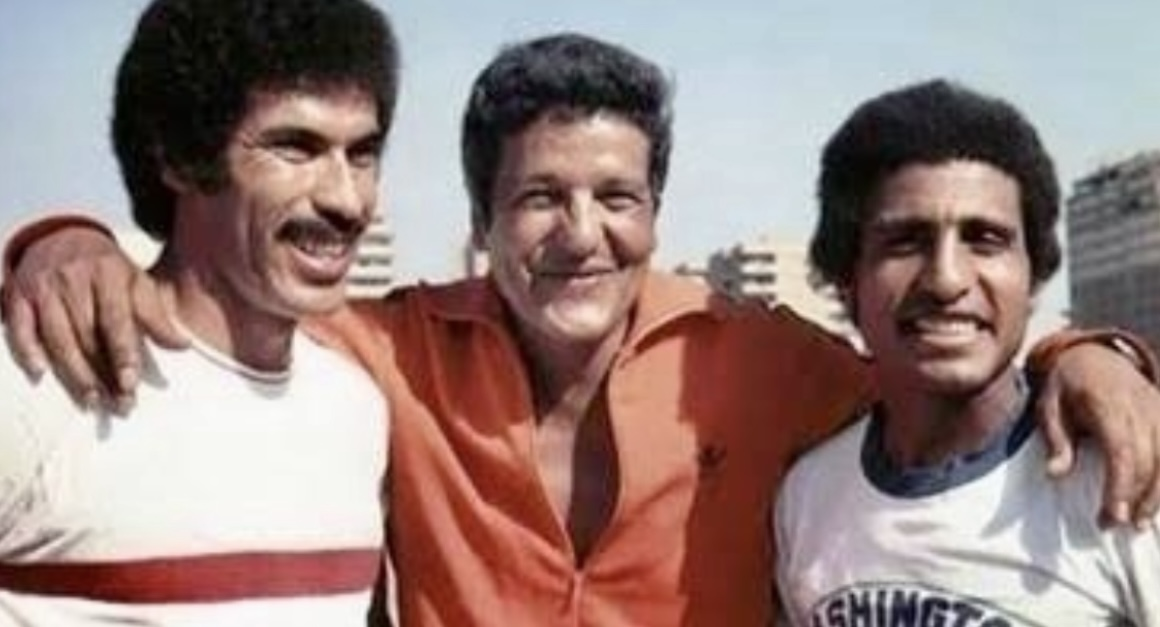
من اليمين: فاروق جعفر، زكي عثمان، حسن شحاتة في نادي الزمالك عام 1976

لعب فاروق جعفر للفريق الأول في نادي الزمالك لمدة 16 عامًا من عام 1971 إلى عام 1987، ولُقب بـ "ملك النص"، وسجل أكثر من 53 هدفًا للزمالك في الدوري المصري الممتاز. فاز جعفر مع الزمالك بلقبين للدوري المصري الممتاز (1977–78، 1983–84). فاز مع ناديه بلقب كأس أكتوبر (التي أقيمت بدلاً من الدوري المصري الممتاز الملغى) مرة واحدة في عام 1974. كما فاز بثلاثة ألقاب لكأس مصر (1974–75، 1976–77، 1978–79). كان جعفر محظوظًا باللعب بين أكثر من جيل من الزمالك في مسيرته، كان أحد أفضل اللاعبين المصريين في جيله. وعلى المستوى القاري، فاز فاروق جعفر مع نادي الزمالك بلقبين لكأس إفريقيا للأندية الأبطال عام 1984، 1986. سجل جعفر 64 هدفًا للزمالك في جميع المسابقات. اعتزل اللعب في عام 1987. وقد أقيم مهرجان اعتزال في ستاد القاهرة، بمباراة ودية بين مصر والكويت في عام 1988.

### الاحتراف الخارجى
غادر فاروق جعفر مصر واتجه إلى الولايات المتحدة الأمريكية للاحتراف بدورى أمريكا الشمالية NASL وكان قد سبق نجم الإسماعيلى السابق أسامة خليل وكان في استقباله عند وصوله إلى كاليفورنيا ولعب لنوادى عده منها منكاس سيتى وفلاديلفيا فيورى بينما لعب الغزال لكاليفورنيا ستيرف، لكنه قرر العودة إلى مصر.

### الفريق القومي
لعب فاروق جعفر مع منتخب مصر لكرة القدم 62 مباراة دولية وسجل 7 أهداف. وكان جزءًا من الفريق الذي فاز بكأس فلسطين للأمم 1972. وكان أيضًا جزءًا من الفريق الذي فاز بالميدالية البرونزية في دورة الألعاب الأفريقية عام 1973 في نيجيريا، وسجل في مرحلة المجموعات ضد أبر فولتا وفي الدور نصف النهائي ضد نيجيريا. وكان جعفر جزءًا من الفريق الذي احتل المركز الثالث في كأس الأمم الأفريقية عام 1974 في مصر. كان جزءًا من الفريق الذي احتل المركز الرابع في كأس الأمم الأفريقية عام 1976 في إثيوبيا والرابع في كأس الأمم الأفريقية عام 1980 في نيجيريا. فاز بجائزة أفضل صانع ألعاب في كأس الأمم الأفريقية 1974 وفاز أيضا بجائزة أفضل صانع ألعاب في كأس الأمم الأفريقية 1976. كان جزءًا من الفريق الذي فاز بكأس فلسطين 1975. جاء جعفر سابعا في جائزة أفضل لاعب أفريقي في العام من قبل فرانس فوتبول في عام 1975، وثامن لاعب كرة قدم أفريقي في العام من قبل فرانس فوتبول في عام 1977.

## حياته الشخصية
الكابتن فاروق جعفر متزوج ولديه ولدين وبنت

## وظائف أخرى
عمل محللا لمباريات الدورى المصري لقناة النيل الرياضية، ولكن مع بداية ثورة 25 يناير غادر القناة مع طاهر أبو زيد بسبب قانون الحد الأقصى للاجور حيث كان عقده قد تجاوز المليون جنيه ويعمل حاليا في قناة ON SPORT كمحلل رياضي

## بطولات
نادي الزمالك
- الدورى المصري: (77-1978، 83-1984)
- كأس مصر: (1975، 1977، 1979)
- دوري ابطال افريقيا: (1984، 1986)
- كأس أكتوبر: (1974)[8]
- كأس الصداقة المصرية: (1986)

منتخب مصر
- كأس فلسطين للأمم: (1972، 1975)

ألقاب فردية
- الفرانس فوتبول: سابع أفضل لاعب إفريقي لعام 1975.
- الفرانس فوتبول: ثامن أفضل لاعب إفريقي لعام 1977.
- أفضل صانع ألعاب في كأس الأمم الإفريقية 1974.
- أفضل صانع ألعاب في كأس الأمم الإفريقية 1976.

## على المستوى التدريبى
- وعلى المستوى التدريبى كان مساعدا للاسكتلندى ديف مكاى وفاز الزمالك بالدورى موسمين متتاليين في بداية التسعينات وبعدها عمل في الزمالك أكثر من مرة اخرها في عهد مرتضى منصور
- تعرض لظلم كبير في استفتاء الاتحاد الافريقى ومجلة فرانس فوتبول الفرنسية واعطوه المركز الثاني كاحسن لاعب افريقى بفارق صوت واحد عن اللاعب الغينى بيتى سوري وذلك لان المندوب المصري لم يحضر عملية التصويت ومنحه الاتحاد الافريقى شارة كابتن منتخب أفريقيا عام 1973
- عمل مدربا لمنتخب مصر
- عمل مدربا لعدد كبير من الاندية المصرية